# Schitu, Constanța
Schitu este un sat în comuna Costinești din județul Constanța, Dobrogea, România. La recensământul din 2002 avea o populație de 1625 locuitori.
Localitatea a fost întemeiată în 1897 de germani sub denumirea Klein-Mangeanpunar, "Mangeanpunarul Mic" (klein înseamnă mic in germană, iar Mangeanpunar e un toponim turcesc, v. 
pınar, fântână). În 1940 au fost strămutate în Germania 130 de persoane de etnie germană (cunoscuți ca germani dobrogeni) din Schitu, trei persoane mai rămânând în localitate.